# Leipzig-klass
Leipzig-klassen var en klass av två lätta kryssare i tyska Reichsmarine och senare Kriegsmarine; klassen bestod av Leipzig, och Nürnberg, som byggdes enligt en något modifierad design. Fartygen var förbättringar jämfört med de föregående kryssarna i Königsberg-klassen, de var något större, med ett annorlunda arrangemang av huvudbatteriet och förbättrat pansar. Leipzig byggdes mellan 1928 och 1931 och Nürnberg följde mellan 1934 och 1935.
Båda fartygen deltog i patruller under spanska inbördeskriget 1936 och 1937. Efter andra världskrigets utbrott i september 1939 användes de i olika roller, bland annat som minfartyg och eskortfartyg. 13 december torpederades båda fartygen av den brittiska ubåten HMS Salmon. De användes därefter i sekundära roller, främst som utbildningsfartyg, under större delen av resten av kriget. Leipzig gav visst kanonunderstöd till tyska armétrupper som kämpade på östfronten.
Båda fartygen överlevde kriget, även om Leipzig var i mycket dåligt skick efter en oavsiktlig kollision med den tunga kryssaren Prinz Eugen sent under kriget. Leipzig användes därför som kasernfartyg innan hon skrotades 1946. Nürnberg kom dock ut ur kriget i stort sett oskadd och beslagtogs därför av den sovjetiska flottan som krigsbyte och togs i bruk i den sovjetiska flottan som Admiral Makarov. Hon fortsatte i sovjetisk tjänst fram till slutet av 1950-talet och skrotades 1960.

## Design

### Generella egenskaper

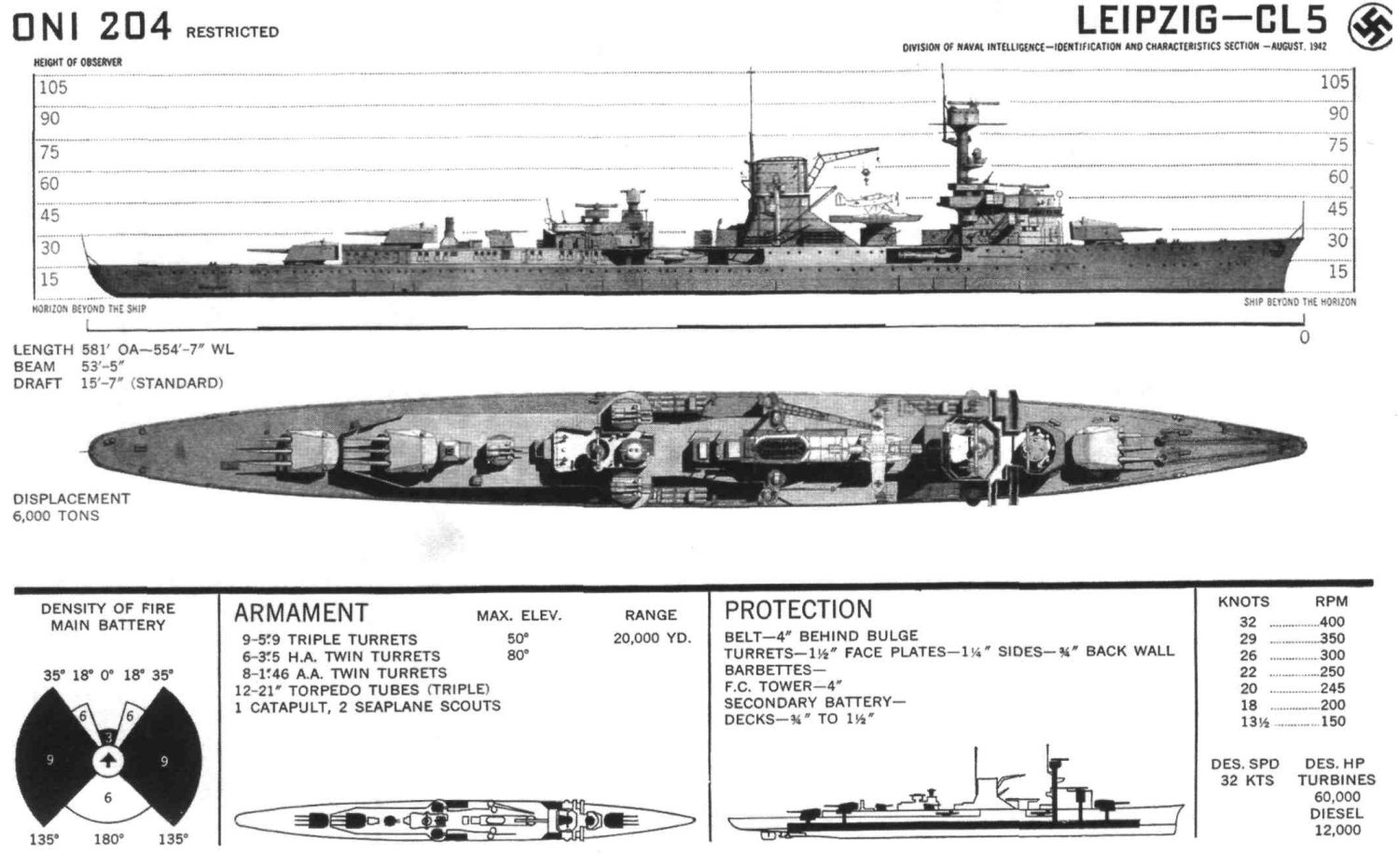
Ritning av Leipzig.

De två fartygen i Leipzig-klassen var inte identiska, vilket har fått vissa marinhistoriker att klassificera dem som separata designer snarare än som en fartygsklass. Av de två var Nürnberg större. Leipzig var 165,8 meter lång vid vattenlinjen och 177 meter lång totalt. Hon hade en bredd på 16,3 meter och ett maximalt djupgående på 5,69 meter framåt. Hon hade ett deplacement på 6 820 ton och 8 100 ton vid full last. Nürnberg var något längre, 170 meter vid vattenlinjen och 181,3 meter totalt. Bredden var identisk med Leipzigs, men djupgåendet var något större, 5,74 meter framåt. Hon hade ett deplacement på 8 060 ton och 9 040 ton fullt lastad.
Fartygens skrov var indelade i fjorton vattentäta skott och hade dubbelbottnar som sträckte sig över 83 procent av kölens längd. Båda fartygen hade torpedskott och bulbstävar. De var konstruerade med längsgående stålramar och var till mer än 90 procent svetsade för att spara vikt. Nürnberg hade en stor, blockig främre överbyggnad, medan Leipzigs överbyggnad liknade den från den föregående Königsberg-klassen. Nürnberg hade också en stor strålkastarplattform monterad på skorstenen, medan Leipzig inte hade det.
Leipzig hade till en början en besättning på 26 officerare och 508 värnpliktiga. Senare under hennes karriär ökade besättningen till 30 officerare och 628 sjömän och sedan igen till 24 officerare och 826 sjömän. Hon kunde också rymma en amirals stab på 6 officerare och 20 värnpliktiga när hon tjänstgjorde som flaggskepp. Nürnbergs besättning började med 25 officerare och 648 matroser, och under loppet av hennes karriär svällde den till 26 officerare och 870 värnpliktiga. Fartygen förde med sig två piketbåtar, två pråmar, två sjösättningsbåtar och två kuttrar.
Båda fartygen hade en katapult för ett par Heinkel He 60 spaningsflygplan. De var utrustade med en kran för att hämta upp flygplanet efter landning. He 60:orna ersattes senare av monoplanet Arado Ar 196 år 1939. Leipzigs katapult var placerad mellan skorstenen och den främre överbyggnaden, medan Nürnbergs katapult var placerad akter om skorstenen.

### Maskineri

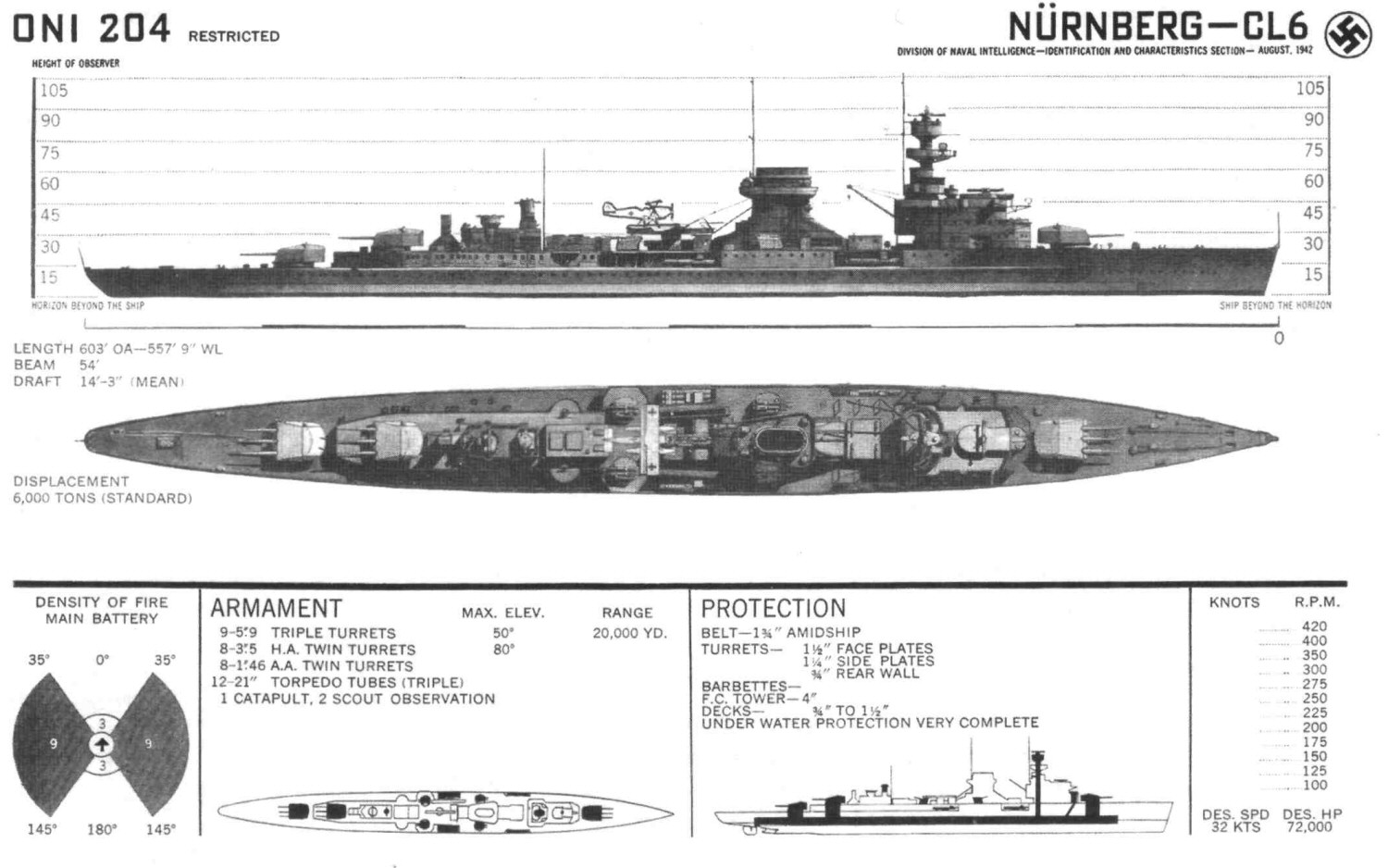
Ritning av Nürnberg.

Fartygets framdrivningssystem bestod av två ångturbiner tillverkade av varven Deutsche Werke och Germaniawerft samt fyra 7-cylindriga dubbelverkande tvåtaktsdieselmotorer byggda av MAN. Ångan till turbinerna kom från sex oljeeldade vattenrörspannor, som ventilerades genom en enda stor skorsten mittskepps. Motorerna var dimensionerade till 60 000 axelhästkrafter (45 000 kW) för turbinerna plus 12 400 shp (9 200 kW) för de centrala dieselmotorerna. Fartygets framdrivningssystem gav en topphastighet på 32 kn (59 km/h) och en räckvidd på cirka 3 900 nautiska mil (7 200 km) vid 10 kn (19 km/h med enbart dieselmotorer. Med enbart turbinerna i drift kunde fartygen färdas 2 800 nmi (5 200 km) vid en hastighet av 16,5 knop (30,6 km/h).
Fartygen hade omfattande elektriska generatorsystem. Leipzig hade tre kraftverk med vardera en turbogenerator på 180 kilowatt och en dieselgenerator på 180 kW, vilket gav fartyget en sammanlagd effekt på 1 080 kW vid 220 volt. Nürnberg hade fyra generatorer som bestod av två turbogeneratorer på 300 kW och två dieselgeneratorer på 350 kW, vilket gav en sammanlagd effekt på 1 300 kW, också vid 220 volt.
Styrningen sköttes av ett enda balanserat roder, vilket gav fartygen en utmärkt manövrerbarhet. Rodret kompletterades med ett särskilt styrsystem på motorerna; de hade kugghjul som kunde driva hälften av motorerna bakåt och hälften framåt, vilket gjorde att propellrarna kunde hjälpa till att vrida fartyget i skarpare vinklar. Fartygen tenderade att drabbas av lovgirighet vid hård vind. Båda fartygen drabbades också av kraftig avdrift vid låga hastigheter, och effekten var särskilt uttalad för Nürnberg på grund av dess större överbyggnad.

### Bestyckning och pansar

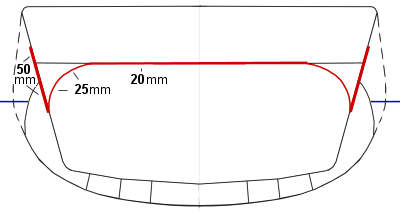
Tvärsnitt som visar skeppens primära pansar.

Leipzig och Nürnberg var beväpnade med ett huvudbatteri med nio 15 cm K C/25-kanoner monterade i tre trippelkanontorn. Ett var placerad framåt och två var placerade akterut, alla på mittlinjen. De försågs med mellan 1 080 och 1 500 patroner, för mellan 120 och 166 granater per kanon. Som byggd var Leipzig också utrustad med två 8,8 cm SK L/45 luftvärnskanoner i enkelmontage; de hade 800 patroner. Nürnberg byggdes under tiden med åtta av dessa vapen med totalt 3 200 patroner. Nürnberg hade också åtta 37 mm SK C/30 luftvärnskanoner och flera 20 mm luftvärnskanoner, även om antalet av de sistnämnda ändrades under hennes karriär. De två fartygen bar också fyra trippelmonterade torpedtuber placerade mittskepps; Leipzig hade 50 cm torpeder medan Nürnberg var utrustad med 53,3 cm torpeder. De försågs vardera med tjugofyra torpeder. De kunde också medföra 120 sjöminor.
Leipzig använde Krupp-pansar, medan Nürnberg fick pansar gjort av det nyutvecklade "Wotan"-stålet. Fartygen skyddades av ett pansardäck som var 30 mm tjockt mittskepps och ett pansarbälte som var 50 mm tjockt. Bältet var lutat i större utsträckning än i de föregående Königsbergs-kryssarna för att öka effektiviteten med samma tjocklek på pansarplåten. Den lutande pansarplåten som förband däcket med bältet var 25 mm tjock. Tornet hade 100 mm tjocka sidor med ett 50 mm tjockt tak. Kanontornen hade 35- 80 mm tjocka sidor och 32 mm tjocka tak. De var monterade på barbetter som var skyddade med 60 mm stålplåt.

### Modifieringar

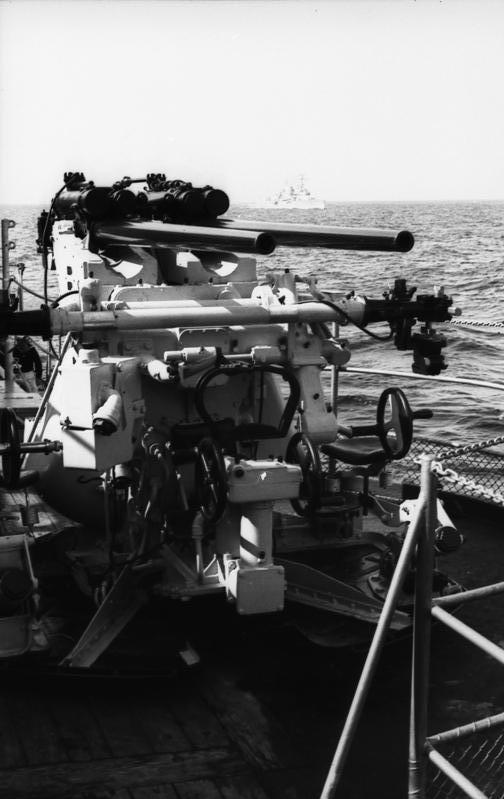
En av Nürnbergs 3,7cm luftvärnskanoner.

Efter krigsutbrottet utrustades båda fartygen med skydd mot magnetiska minor. Leipzig fick sin flygplansutrustning borttagen 1941, tillsammans med sina bakre torpedtuber. År 1942 avlägsnades även Nürnbergs flygplansutrustning och bakre torpedtuber. Under hela kriget uppgraderades fartygens radaruppsättningar; i mars 1941 utrustades Nürnberg med FuMO 21-radar och i början av 1942 installerades en FuMO 25-radaruppsättning. Den sistnämnda var en sökradar för ytmål och lågt flygande flygplan på kort räckvidd. FuMO 21-uppsättningen ersattes av den korträckviddiga FuMO 63 Hohentwiel 50-centimetersradarn. Nürnberg utrustades även med fyra Metox radarvarningsmottagare. Leipzig fick inte sin FuMO 24/25 radarutrustning förrän 1943; vilket skulle bli den sista modifieringen för Leipzig.
Leipzig fick sin luftvärnsbeväpning moderniserad för att närma sig den standard som fanns på systerfartyget. Efter 1934 lades ytterligare två 8,8 cm kanoner till, med ytterligare ett par senare. Från och med 1941 installerades åtta 37 mm-kanoner tillsammans med fjorton 20 mm-kanoner. Efter 1944 bar hon endast åtta av 20 mm-kanonerna. Nürnbergs luftvärnsbatteri förbättrades under andra världskriget. I slutet av 1942 installerades ett par fyrdubbla fästen av armévariant 20 mm Flakvierling, ett på navigeringsbryggan och det andra ovanpå det bakre överfyrningstornet. I maj 1944 föreslog marinen att flera Bofors 40 mm kanoner skulle installeras, men de flesta av dessa eldrör avleddes till andra användningsområden och endast två kanoner installerades. En monterades på bryggan och den andra där katapulten hade varit placerad. Två Flakvierlings av marinversionen lades till; den ena ersatte armémodellen på toppen av det övre bakre tornet och den andra placerades framför luftvärnseldregulatorn. Flakvierlingarna av armévarianten flyttades till huvuddäcket. I december 1944 föreslogs ytterligare en reviderad luftvärnsdesign, denna gång med den nya 3,7 cm FlaK 43-kanonen, av vilken det skulle finnas åtta stycken, tillsammans med två Flakvierlings och tio 20 mm kanoner i tvillingfästen. Tysklands krigssituation i slutet av 1944 hindrade dock dessa ändringar från att genomföras.

## Konstruktion
| Namn     | Varv                             | Påbörjad        | Sjösatt         | I tjänst        | Öde                                                                       |
| -------- | -------------------------------- | --------------- | --------------- | --------------- | ------------------------------------------------------------------------- |
| Leipzig  | Kriegsmarinewerft, Wilhelmshaven | 28 april 1928   | 10 oktober 1929 | 8 oktober 1931  | Borrad i sank, 16 december 1946                                           |
| Nürnberg | Deutsche Werke, Kiel             | 4 november 1933 | 6 december 1934 | 2 november 1935 | Överförd till den sovjetiska flottan som Admiral Makarov, 5 november 1945 |

## Tjänstgöringstid

### Leipzig

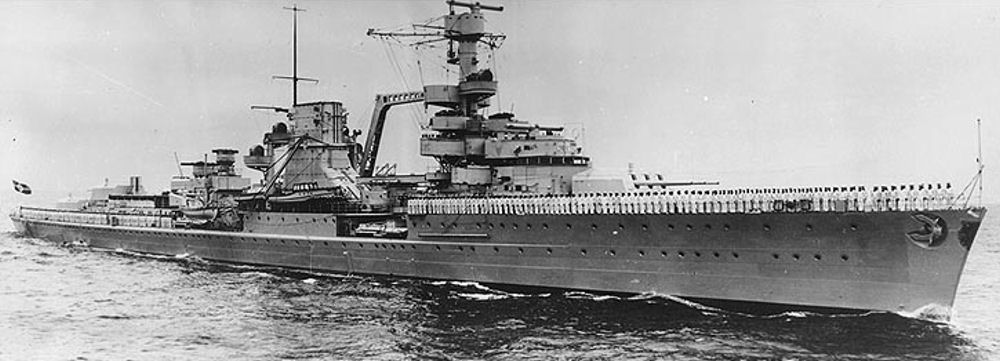
Leipzig 1936.

På 1930-talet användes Leipzig som utbildningskryssare och för att besöka utländska hamnar. Hon deltog i patruller utan att göra några ingripanden under det spanska inbördeskriget. I slutet av 1939, efter andra världskrigets början, eskorterade hon örlogsfartyg i Östersjön och Nordsjön. Leipzig torpederades av den brittiska ubåten HMS Salmon 13 december under ett av eskortuppdragen. Kryssaren skadades svårt och det tog nästan ett år att genomföra basala reparationerna. Därefter återupptog hon sina uppgifter som utbildningsfartyg. Hon gav eldunderstöd till Wehrmachts framryckande trupper när de invaderade Sovjetunionen 1941.
I en tjock dimma i oktober 1944 kolliderade Leipzig med den tunga kryssaren Prinz Eugen. Skadorna var så allvarliga att flottan beslutade att det inte var möjligt att reparera fartyget fullständigt. Istället reparerade man Leipzig tillräckligt för att hålla henne flytande, och i det skicket gav hon eldunderstöd till försvararna av Gotenhafen mot den framryckande Röda armén i mars 1945. När tyskarna fortsatte att retirera österut användes Leipzig för att transportera grupper av flyende tyska civila. Hon nådde Danmark i slutet av april. Efter krigsslutet användes Leipzig som kasernfartyg för minröjningsstyrkor och skrotades i juli 1946.

### Nürnberg

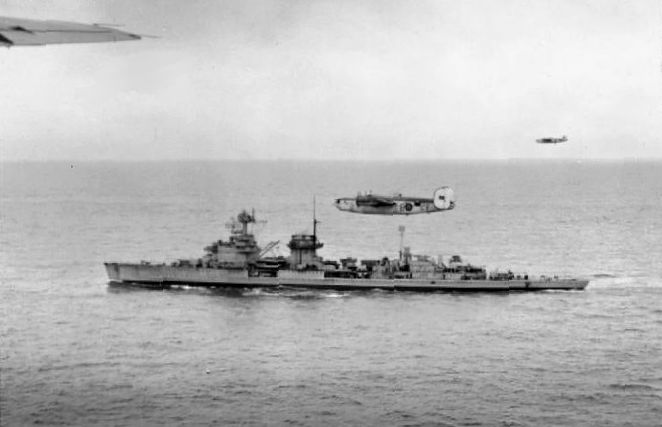
Nürnberg eskorterad av en RAF B-24 Liberator i maj 1945.

Efter att ha tagits i bruk deltog Nürnberg i patruller under det spanska inbördeskriget. Efter andra världskrigets utbrott i september 1939 användes hon för att lägga ut defensiva minfält utanför den tyska kusten i Nordsjön. Därefter användes hon för att eskortera offensiva minfartyg i Nordsjön tills hon torpederades av den brittiska ubåten HMS Salmon den 13 december 1939 i samma attack som träffade hennes systerskepp. Efter att reparationerna var klara i början av 1940 återgick Nürnberg till aktiv tjänstgöring som utbildningsfartyg i Östersjön. Hon utförde denna roll under större delen av resten av kriget, bortsett från en kort insats i Norge från november 1942 till april 1943. I januari 1945 fick hon i uppdrag att lägga minor i Skaggerrak, men svår bränslebrist möjliggjorde endast en enda sådan operation.
Efter krigsslutet beslagtogs Nürnberg av Royal Navy och tilldelades slutligen Sovjetunionen som krigsskadestånd. I december 1945 tog en sovjetisk besättning över fartyget och seglade det månaden därpå till Tallinn, där det döptes om till Admiral Makarov. Hon tjänstgjorde i den sovjetiska flottan, först i 8:e flottan och sedan som utbildningskryssare baserad i Kronstadt. Hennes slutliga öde är oklart, men 1960 hade hon skrotats. Nürnberg var det näst största örlogsfartyget från Kriegsmarine som överlevde kriget intakt, efter den tunga kryssaren Prinz Eugen, och hon var det enda fartyg som fick tjänstgöra efter kriget, om än i en utländsk flotta.